# (4157) Izu
Pour les articles homonymes, voir Izu (homonymie).
(4157) Izu est un astéroïde de la ceinture principale.

## Description
(4157) Izu est un astéroïde de la ceinture principale. Il fut découvert le 11 décembre 1988 à l'observatoire Gekko par Yoshiaki Ōshima. Il présente une orbite caractérisée par un demi-grand axe de 2,67 UA, une excentricité de 0,16 et une inclinaison de 12,8° par rapport à l'écliptique.

## Compléments